# Litlington (Cambridgeshire)
Litlington est une paroisse civile et un village du Cambridgeshire, en Angleterre.